# Michelangelo Pappalardi
Michelangelo Raffaele Pappalardi (Campobasso, 8 de noviembre de 1895 – Buenos Aires, 8 de diciembre de 1940) fue un político italiano.

## Biografía
Nació el 8 de noviembre de 1895 en Campobasso, en una familia adinerada. Quedando huérfano a temprana edad, pudo continuar los estudios, graduándose en letras en la Universidad de Nápoles.
Entrado en el Partido Socialista Italiano, sostuvo las posiciones de la izquierda “intransigente”, representada por el Círculo Carlo Marx, fundado en el 1912 de un grupo de jóvenes socialistas, entre los cuales Amadeo Bordiga, Hortensia De Meo, Ruggero Grieco y los stabiesi Antonio Cecchi, los hermanos Conduzco Gaeta y Oscar Gaeta, así como Oreste Lizzadri, cuya actividad se reflejó en los polos industriales de la zona.
En el 1918, se adhirió a la Fracción comunista abstencionista y, en abril del 1920, sucediendo a Antonio Cecchi, fue nombrado secretario de la Cámara del Trabajo de Castellammare di Stabia, distinguiéndose en la organización de huelgas y manifestaciones.
El 20 de enero de 1921, Castellammare fue teatro de una violenta provocación fascista, que causó seis muertos y más que cien heridos. Acusado del asesinato de un carabiniere, fue arrestado y encarcelado hasta abril del 1922, con otros 14 compañeros. En ocasión de las elecciones del 15 de mayo de 1921, la dirección del Partido Comunista de Italia, al cuál se había adherido en el momento de la fundación, lo presentó como candidato para poderlo liberar, pero no fue elegido. Después de su liberación, fue nombrado secretario político de la Cámara de Trabajo de Nápoles, cargo que dejó en el otoño de 1922, debido a divergencias.
En diciembre del 1922, se expatrió a Austria con Luigi Bello, exjefe de la liga de molineros y fabricantes de pasta de la disuelta Cámara de Trabajo stabiese. A principios de 1923, ambos se trasladaron primero a Viena y luego a Berlín, donde, durante un breve período, Pappalardi fue el representante del PCd'I en el KPD. Su estancia en Alemania le permitió conocer las posiciones políticas de la izquierda comunista alemana y entablar relaciones con uno de sus principales exponentes, Karl Korsch, con quien permaneció en contacto hasta finales de los años veinte, cuando se manifestó un recíproco contraste.
Tras el fracaso del Octubre alemán, junto con Luigi Bello, huyó a Francia, instalándose en Marsella, donde inmediatamente entró en contacto con los militantes de la izquierda italiana, afiliados al Partido Comunista Francés, entre los que se le conocía como el "profesor".
El 10 de noviembre del 1923 dimitió del PCd'I. Esta decisión no fue aprobada por Amadeo Bordiga que, en la carta del 25 de octubre de 1925, lo invitó a pedir la readmisión en el partido y a mantener una actitud marcado por la máxima cautela. Durante este período, el intercambio de cartas entre los dos comunistas se hizo constante, especialmente en anticipación al próximo congreso del partido que se celebraría en Lyon. A pesar de los consejos de Bordiga, el clima político se estaba deteriorando y no era fácil evitar las expulsiones, lo que tenía como pretexto las llamadas actividades fraccionarias, especialmente con la creación del Comité de Entente por parte de los miembros de la Izquierda del PCd'I.
Convertido en el punto de referencia de muchos militantes expulsados o a punto de ser expulsados, Pappalardi estableció una estrecha colaboración con Bruno Bibbi, Lodovico Rojos, Eugenio Moruzzo, Guglielmo Spadaccini, los hermanos Bruno Pierleoni y Renato Pierleoni, con los cuales, en el 1926, constituyó un "Grupo autonomo comunista". Su actividad también estaba dirigida al medio del antifascismo radical, representado por republicanos, socialistas y anarquistas que, después de haber enfrentado la primera oleada del squadrismo fascista "militarmente", se vieron obligados a abandonar Italia. En ocasión del V Congreso del PCF (Lilla, 20-26 de junio de 1926), Pappalardi tradujo las Tesis que la Izquierda italiana había apoyado unos meses antes en su III Congreso en Lyon. Con la adición de un párrafo sobre Francia, las Tesis fueron presentadas con el título: Plateforme de la gauche. Projet de thèses présenté par un groupe de "gauchistes" (bordiguistes) à el occasion du Ve Congrès du Partes Communiste Français.
A pesar del vínculo con Amadeo Bordiga, Pappalardi se acercó a las posiciones de la izquierda alemana, madurando divergencias con el grupo de la izquierda italiana que, en Francia y en Bélgica, tenía en Ottorino Perrone su principal exponente. La ruptura dio lugar en el julio del 1927, con la constitución de los Grupos de Vanguardia Comunista, que publicaron Le Réveil Communiste. Posteriormente, con la llegada decisiva a las posiciones de la izquierda comunista germano-holandesa, se asumió el nombre de Grupos Obreros Comunistas, con el diario  L'Ouvrier Communiste. En particular, argumentaron que Rusia se había convertido en un Estado capitalista y que, en consecuencia, los partidos comunistas vinculados a él no podían ser devueltos a una perspectiva revolucionaria. De la izquierda germano-holandesa, compartieron el rechazo a las organizaciones sindicales tradicionales y las luchas de liberación nacional. A causa de estas posiciones, terminaron encontrándose al margen de la oposición internacional de izquierda, en cuyo ámbito, los comunistas germano-holandeses iban perdiendo terreno, desgarrados por conflictos internos que terminaron involucrando también al grupo de Pappalardi.
A fines del 1930, los Grupos Obreros Comunistas entraron en una fase de desintegración que, en agosto de 1931, llevó a su disolución: algunos militantes se unieron al nuevo movimiento comunista-libertario fundado por André Jean Eugène Prudhommeaux, otros pasaron al anarquismo. Después de la experiencia de los Grupos Obreros Comunistas, Pappalardi vio excluida la posibilidad de nuevas iniciativas políticas. Tuvo que afrontar años cada vez más difíciles, en los que vivió escondido, con precarias fuentes de sustento y con su salud deteriorándose. Pudo resistir solo gracias a la solidaridad generalizada de los numerosos militantes, que lo habían conocido y respetado. En julio de 1939 se expatrió clandestinamente a Argentina, instalándose en Buenos Aires, como huésped de un antiguo compañero, con quien falleció el 8 de diciembre de 1940.